# Saraca thaipingensis
Espèce
Saraca thaipingensis est une espèce de plantes à fleurs dicotylédones de la famille des Fabaceae, sous-famille des Caesalpinioideae, originaire d'Asie tropicale.

## Description
C'est un arbre aux feuilles composées pennées. 

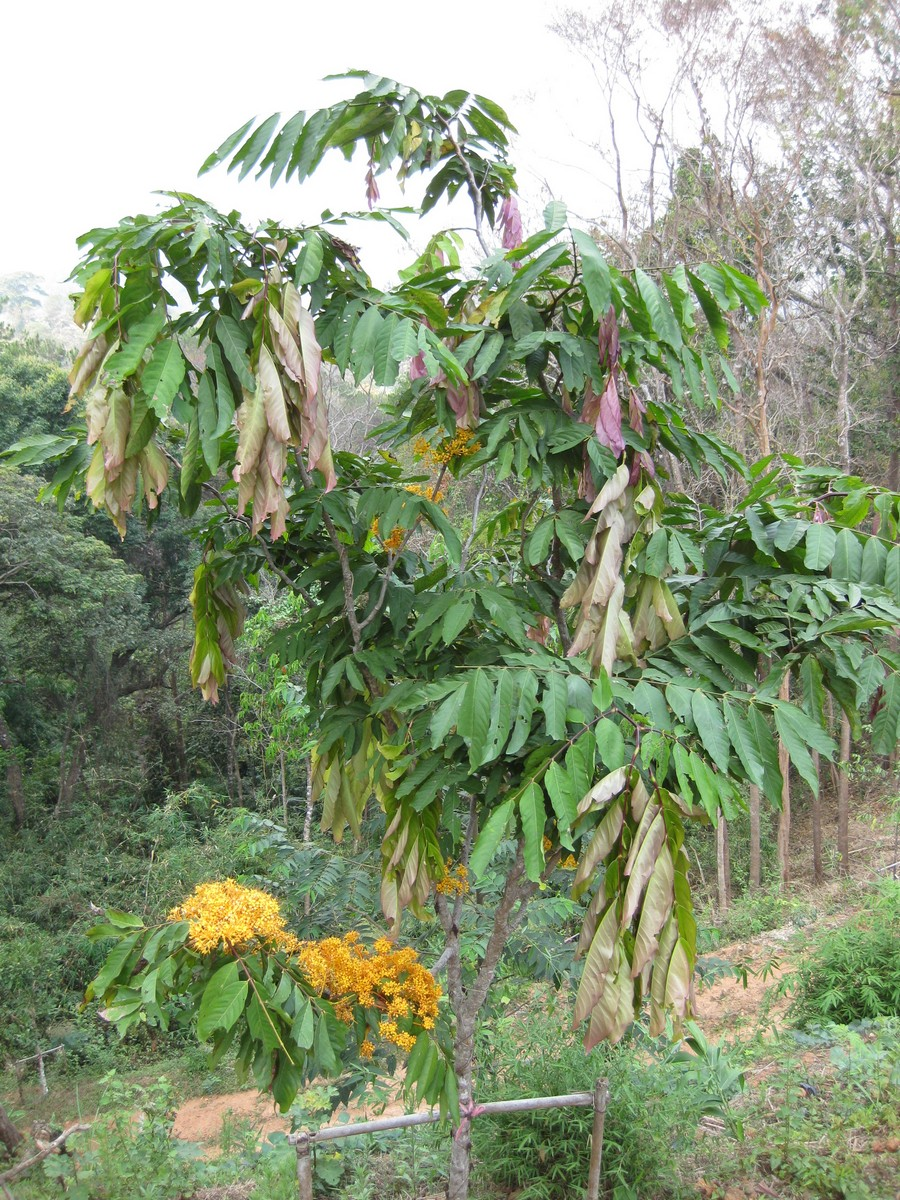

Les fleurs sont apétales, au calice tubulaire à quatre lobes jaunes devenant rouge la dernière semaine avec l'âge, groupées en panicules corymbeuses. Elles poussent directement sur le tronc de l'arbre. Elles exhalent un agréable parfum, particulièrement la nuit.

## Galerie de photographies

Saraca thaipingensis, au Jardin botanique de la reine Sirikit, en Thaïlande
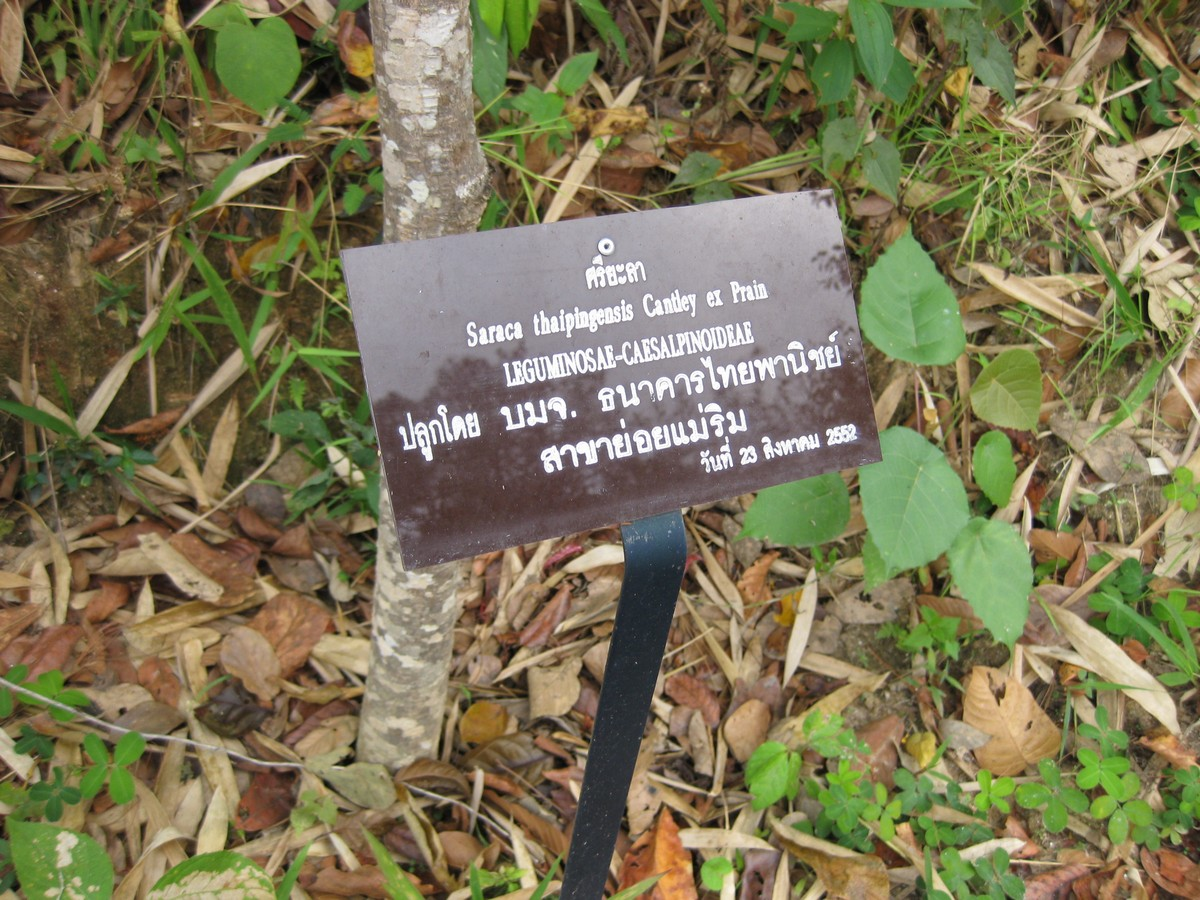
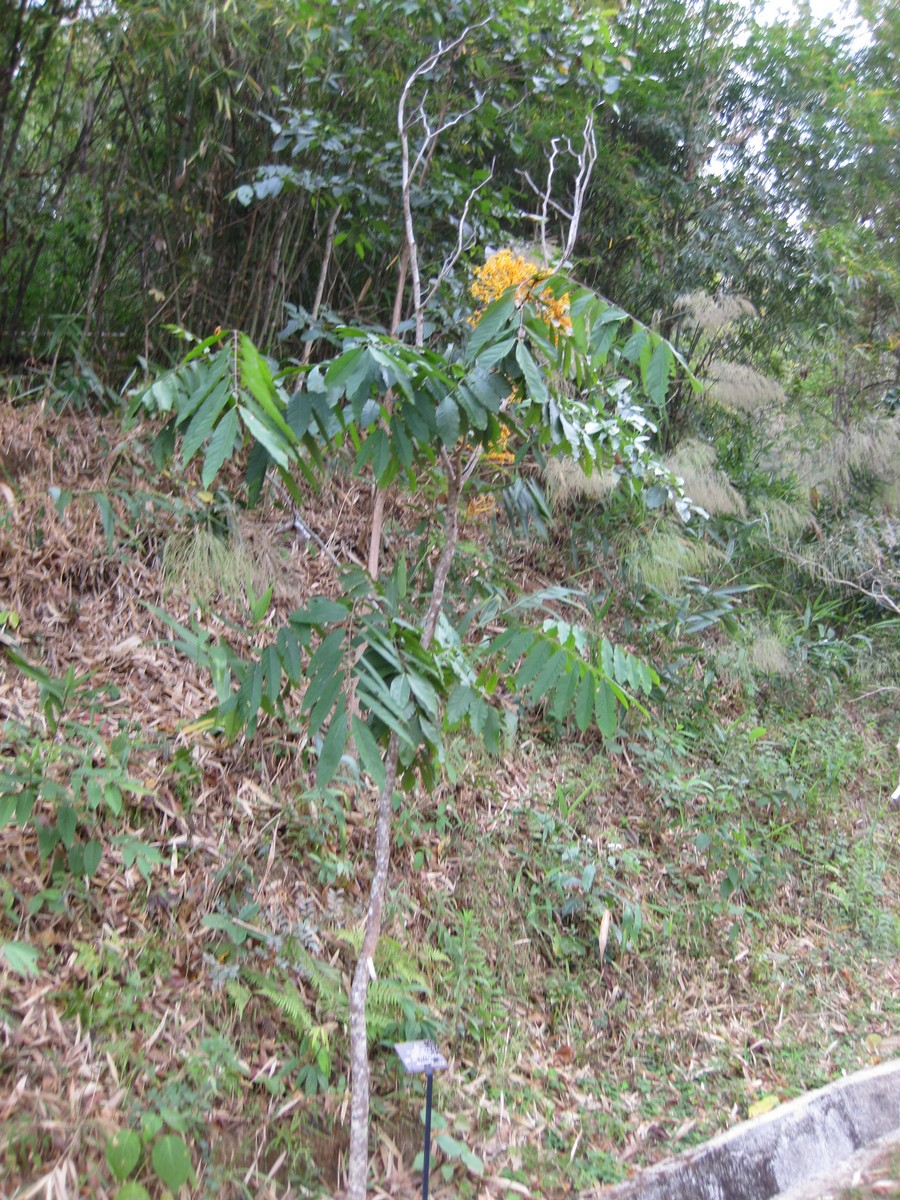
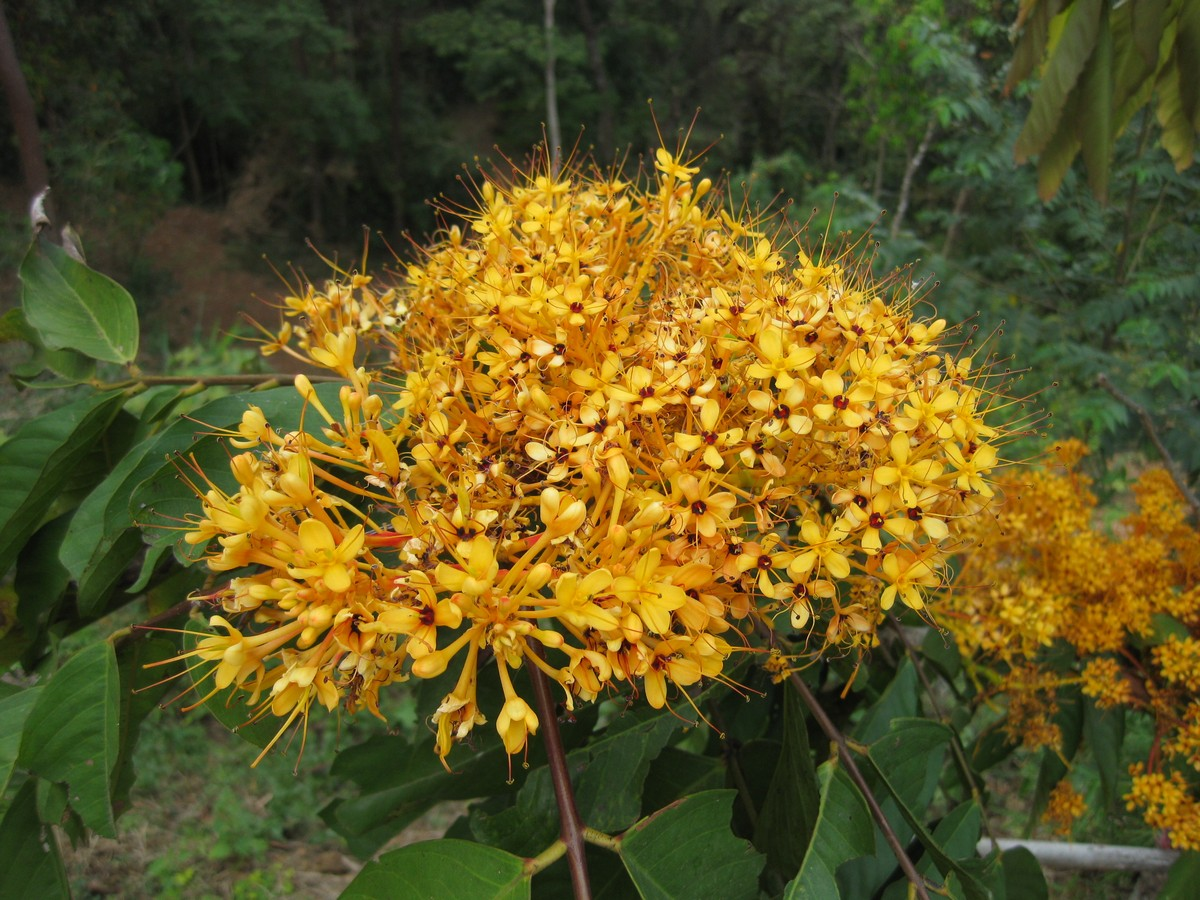
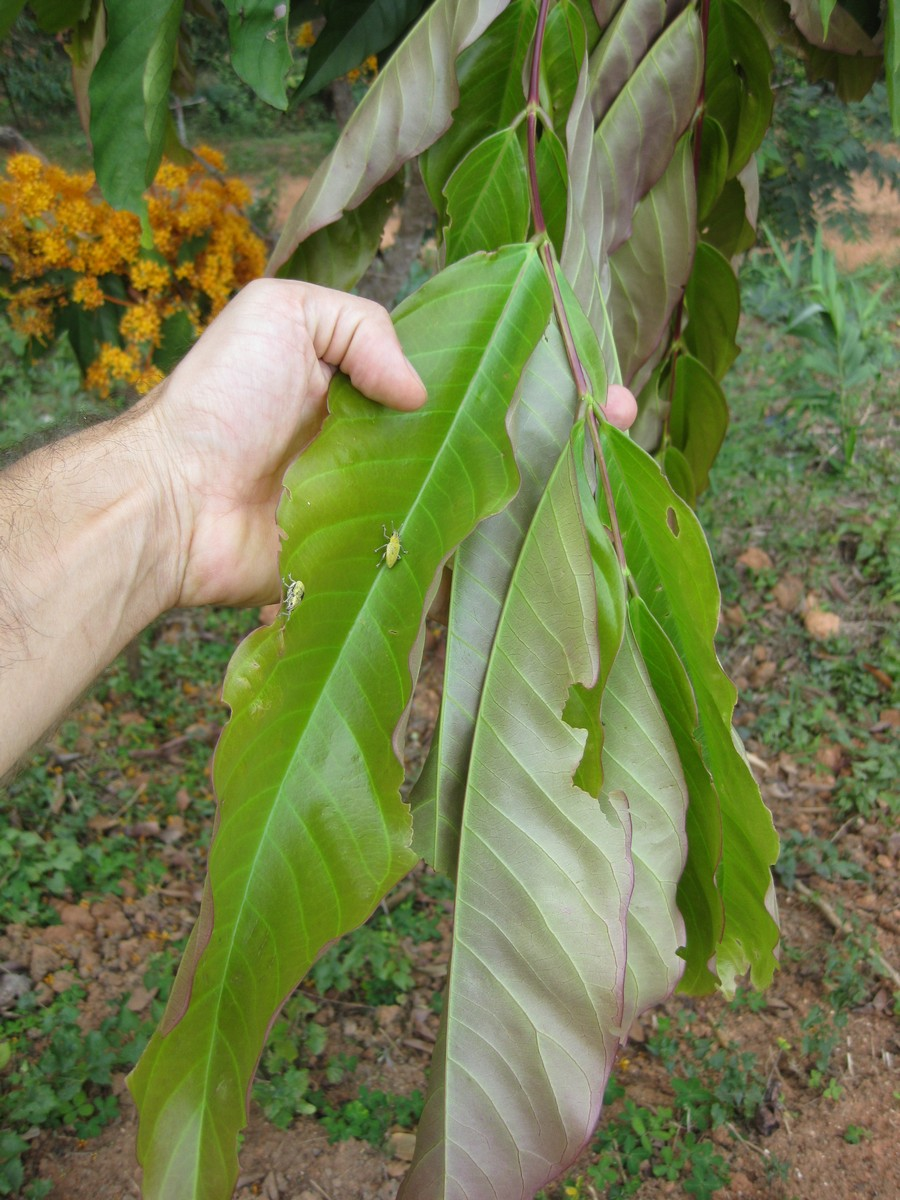
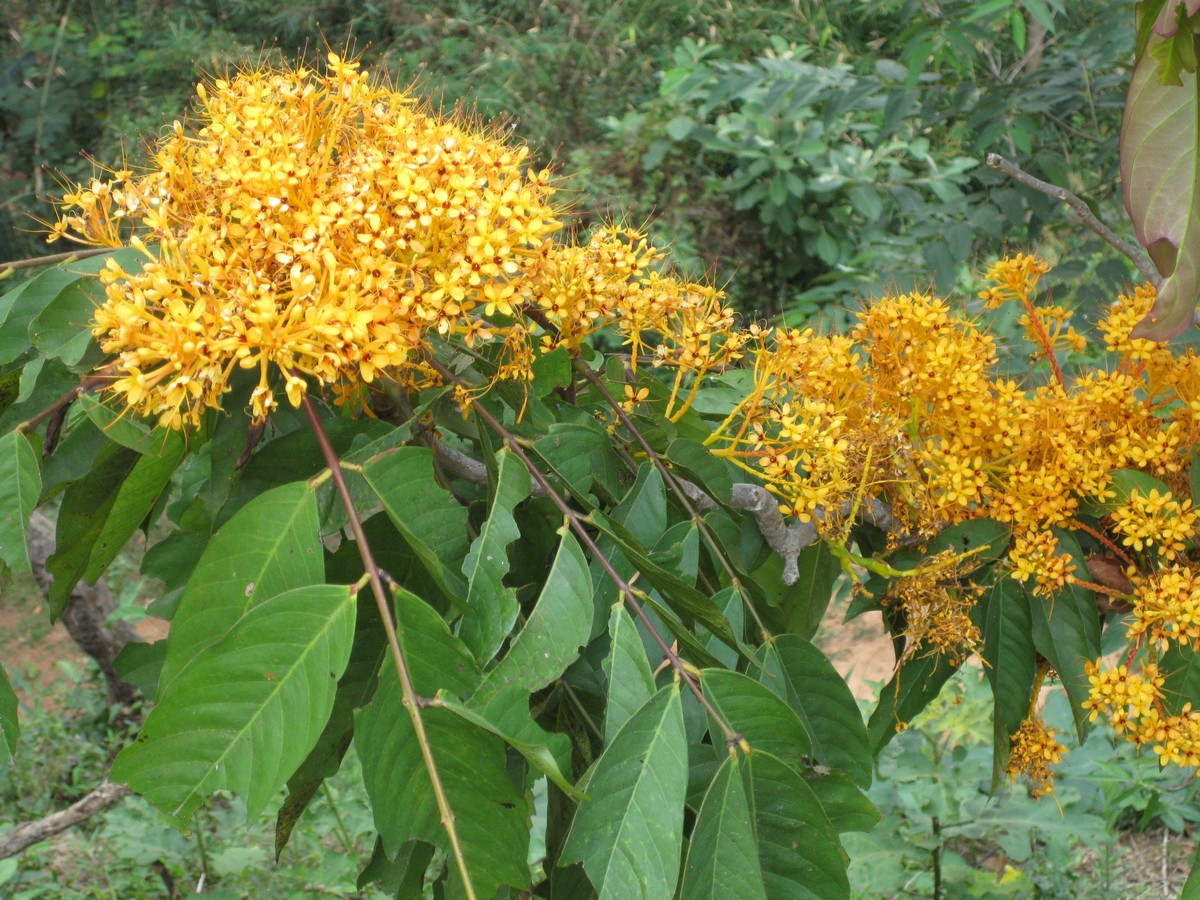